# Hasso von Manteuffel
Hasso-Eccard Freiherr von Manteuffel (Potsdam, 14 de gener de 1897 – Reith im Alpbachtal, Tirol, Àustria, 24 de setembre de 1978) va ser un militar i polític alemany que arribà al rang de general durant la Segona Guerra Mundial, sent condecorat amb la Creu de Cavaller amb Fulles de Roure i Espases i Diamants (només se n'atorgaren 27). En la postguerra va ser elegit diputat al Parlament, sent el portaveu del Freie Demokratische Partei, el partit liberal alemany. Era partidari del rearmament alemany i se'l considera vinculat a la creació del nou nom de l'Exèrcit alemany: el Bundeswehr. Von Manteuffel és un estrateg, el valor i el desenvolupament imaginatiu de les seves accions amb tancs repetidament esverà les ofensives aliades durant la segona Guerra Mundial.

## Biografia
Hasso von Manteuffel nasqué en el si d'una família aristocràtica Prussiana. El 1908 ingressà com a cadet a una escola militar. El 22 de febrer de 1916, en plena Primera Guerra Mundial, va ser destinat a una unitat de l'Exèrcit Imperial Alemany com a oficial. A l'abril de 1916 va ser destinat al 5è Esquadró del 3r Regiment d'Hússars de la 6a Divisió d'Infanteria, destacat al Front Occidental. El 12 d'octubre de 1916 va ser ferit enmig d'un combat a França. Després d'un període de convalescència, tornà al servei actiu al febrer de 1917, sent destinat a l'Estat Major de la Divisió.
El novembre de 1918, amb la Revolució de novembre, va ser assignat a la vigilància d'un pont sobre el Rin a Colònia, pont que havia de permetre la retirada endreçada de l'Exèrcit alemany des dels fronts a França i Bèlgica. Després de la signatura de l'Armistici de l'11 de novembre de 1918 que posà final a la guerra i dissolgué l'Exèrcit Imperial, passà a unir-se a un dels diversos Freikorps el gener de 1919. Amb la proclamació de la República de Weimar, von Manteuffel s'integrà al Reichswehr, al 25è Regiment de Cavalleria amb seu a Rathenow.
El 23 de juny de 1921 es casà amb Armgard von Kleist, una neboda del general Ewald von Kleist, amb la que tindria dos fills. A inicis dels anys 20, es trobava al capdavant d'un escamot del 3r Regiment Muntat Prussià, passant a ser més tard Tinent al mateix regiment.

### Ascens del nazisme i Segona Guerra Mundial
L'1 d'octubre de 1932, va ser transferit al 17è Regiment Muntat Bavarès, amb guarnició a Bamberg, assumint allà el comandament d'un esquadró. Dos anys després, l'1 d'octubre de 1934 tingué un nou trasllat, aquest cop al Regiment Muntat "Erfurt". El 15 d'octubre de 1935 va ser nomenat comandant del 2n Batalló de Fusellers Motociclistes, una de les unitats de la 2a Divisió Panzer del General Heinz Guderian. Entre 1936 i 1937 va estar destinat a l'Estat Major d'aquesta divisió com a oficial instructor. El 25 de febrer de 1937 passà a ser assessor respecte al comandament de les tropes cuirassades a l'Oberkommando des Heeres. Poc abans de l'esclat de la guerra, l'1 de febrer de 1939, va ser nomenat professor a l'escola de les tropes cuirassades de Berlín, càrrec que ocupà fins al 1941 (motiu pel qual no va participar en les primeres campanyes de la Wehrmacht.
L'1 de maig de 1941, això no obstant, se'l destinà per prendre el comandament del 1r Batalló del 7è Regiment de Fusellers de la 7a Divisió Panzer. Amb aquesta unitat entra en combat, a les ordres del General Hermann Hoth, comandant del 3r Grup Panzer durant l'Operació Barbarroja. El seu cap va morir en combat, motiu pel qual von Manteuffel prengué el comandament de tot el 6è Regiment.
Al maig de 1942, després d'uns intensos combats als afores de Moscou durant l'hivern de 1941-42, la 7a Divisió Panzer va ser enviada a França per reorganitzar-se i descansar. El 15 de juliol de 1942, von Manteuffel va ser nomenat Comandant en Cap de la 7a Brigada de Granaders de la 7a Divisió Panzer.
A inicis de 1943, von Manteuffel va ser enviat al nord d'Àfrica on a partir del 5 de febrer, es convertí en comandant de la Divisió Von Manteuffel, a les ordres del general  von Arnim, comandant del 5è Exèrcit Panzer, subordinat de Rommel. Manteuffel participà en les operacions defensives de la Campanya de Tunísia, on conduí de forma eficaç els contraatacs, aconseguint aturar les ambicions angleses de finalitzar ràpidament la campanya. El 31 de març va caure víctima d'un quadre d'esgotament i va ser evacuat a Alemanya. L'1 de maig de 1943, encara recuperant-se, va ser promogut a major general, pels serveis a l'Àfrica.
Un cop recuperat, el 22 d'agost de 1943 va ser nomenat nou comandant de la 7a Divisió Panzer, tornant de nou al Front Oriental, on la situació s'havia deteriorat ràpidament. La batalla de Kursk i els constants contraatacs de l'Exèrcit Roig havien desplomat la moral alemanya. Tot i una ferida rebuda per un atac aeri el 26 d'agost de 1943, von Manteuffel prosseguí la lluita a Ucraïna. Després d'intensos combats a Belgorod, Kharkov i a la rodalia del riu Dnièper, aconseguí aturar l'avanç de l'Exèrcit Roig. Al mes de novembre, aconseguí capturar la ciutat de Jitomir, salvant així la 8a Divisió Panzer, que es trobava amenaçada de veure's encerclada.
Aquest èxit li valgué ser nomenat nou comandant de la divisió d'elit dels granaders blindats alemanys, la Großdeutschland l'1 de febrer de 1944. Al capdavant d'aquesta divisió, donà inici a una llarga sèrie de combats defensius a l'est de Kirovohrad, però va tenir-se que obrir camí a través d'Ucraïna, reorganitzant la divisió a Romania, tot i que els homes de la divisió ja començaven a oferir signes de debilitament. La unitat va ser, per tant, mantinguda en reserva fins a finals de juliol, moment en què se li ordenà traslladar-se cap a la Prússia Oriental, amenaçada per l'avanç de l'Exèrcit Roig, que havia esclafat al Grup d'Exèrcits Centre amb l'Operació Bagration. Von Manteuffel llançà un costós contraatac a Lituània, aconseguint estabilitzar el front. Tanmateix, això no salvà al Grup d'Exèrcits Nord, que quedà aïllat a Curlàndia, després de la derrota patida pel Grup d'Exèrcits Centre.
L'1 de setembre de 1944 va ser promogut a general de tropes cuirassades, assumint el comandament del 5è Exèrcit Panzer al Front Occidental, enfrontant-se amb el 3r Exèrcit de Patton a Lorena, però la seva unitat va ser retirada per ser mantinguda en reserva a l'espera de la batalla de les Ardenes. Si bé la seva unitat només tenia un paper de suport, va aconseguir efectuar una de les penetracions de major profunditat dins les línies aliades, arribant gairebé al riu Mosa, influint especialment en la batalla de Bastogne.
El 10 de març de 1945, von Manteuffel es convertí en comandant del 3r Exèrcit Panzer, de nou al Front Oriental. Les seves ordres eren defensar el riu Oder, per tal d'impedir que l'Exèrcit Roig entrés a Pomerània i ataqués Berlín. Però el General Rokossovski ho aconseguí finalment. El 25 d'abril de 1945, el 2n Front de Belarús travessà les línies del 3r Exèrcit Panzer. Manteuffel prengué la decisió de millor rendir-se als Aliats Occidentals que no pas als soviètics; per la qual cosa inicià una retirada cap a Mecklemburg, on finalment les seves tropes van capitular davant dels Aliats Occidentals el 3 de maig de 1945, evitant així convertir-se en presoners de guerra a la Unió Soviètica.

## Postguerra
Hasso von Manteuffel passà a ser presoner de guerra a un camp de presoners aliat fins a setembre de 1947. Després del seu alliberament, començà una carrera política amb el Freie Demokratische Partei (FDP), sent diputat del Bundestag entre 1953 i 1957. Va ser convidat als Estats Units, sent rebut pel President Eisenhower a la Casa Blanca i visitant el Pentàgon. El 1959 va ser jutjat per ordenar l'execució d'un noi de 19 any per deserció el 1944, sent condemnat a 18 mesos a presó, però va ser alliberat als 4 mesos. El 1968 va impartir diverses conferències a l'Acadèmia Militar dels Estats Units, exercint a més com a consultor militar en diversos estudis cinematogràfics.

## Promocions
- Abanderat - 22 de febrer de 1916
- Tinent - 28 d'abril de 1916
- Tinent primer - 1 d'abril de 1925
- Rittmeister (equivalent a capità) - 1 d'abril de 1934
- Major - 1 d'octubre de 1936
- Tinent coronel - 1 d'abril de 1939
- Coronel - 1 d'octubre de 1941
- Major general - 1 de maig de 1943
- Tinent general - 1 de febrer de 1944
- General de Tropes Panzers - 1 de setembre de 1944

## Condecoracions
- Creu de Cavaller de la Creu de Ferro amb Fulles de Roure, Espases i Diamants:

- Creu de Cavaller (31/12/1941) (com Oberstleutnant i Kdr. Schützen-Regiment 6 / 7.Panzer-Division / LVI.Armee-Korps (mot.) / Panzergruppe 3 / Heeresgruppe Mitte, Front Oriental)
- Fulles de Roure (23/11/1943) (332º) (com Generalmajor i Kdr. 7.Panzer-Division / 4.Panzer-Armee / Heeresgruppe Süd, Frent Oriental)
- Espases (22/2-1944) (50º) (com Generalmajor i Kdr. 7.Panzer-Division / 4.Panzer-Armee / Heeresgruppe Süd, Front Oriental)
- Diamants (12/2/1945) (24è) (com General der Panzertruppe i OB 5.Panzer-Armee / Heeresgruppe B, Front Occidental)

- Creu de Ferro 1914 de 1a Classe (02/05/1917)
- Creu de Ferro 1914 de 2a Classe (13/10/1916)
- Barra de 1939 a la Creu de Ferro 1914 de 1a Classe (01/08/1941)
- Barra de 1939 a la Creu de Ferro 1914 de 2a Classe (22/07/1941)
- Creu del Mèrit Militar de 1a classe (Brunswick)
- Creu del Mèrit Militar de 2a classe (Brunswick)
- Insígnia de Combat de tancs
- Insígnia de Ferit 1918 en negre
- Cinta de màniga d'Àfrica (1943)
- Medalla de la Campanya d'Hivern a l'Est 1941/42 (1942)
- Creu dels 25 anys de Servei a les Forces Armades
- Medalla dels 12 anys de Servei a les Forces Armades
- Creu d'Honor dels Combatents 1914-18
- Insígnia d'Or d'Honor de les Joventuts Hitlerianes
- Insígnia Esportiva Nacional Alemanya en Or (1939)
- Insígnia del Genet Alemany en Or (2/1/1931)
- Butlletí de la Wehrmacht: 08/10/1943; 16/11/1943; 14/03/1944; 08/05/1944
- Orde de Miquel el Valent de 3a Classe (Romania) (30/05/1944)